# Čičorka pochvatá

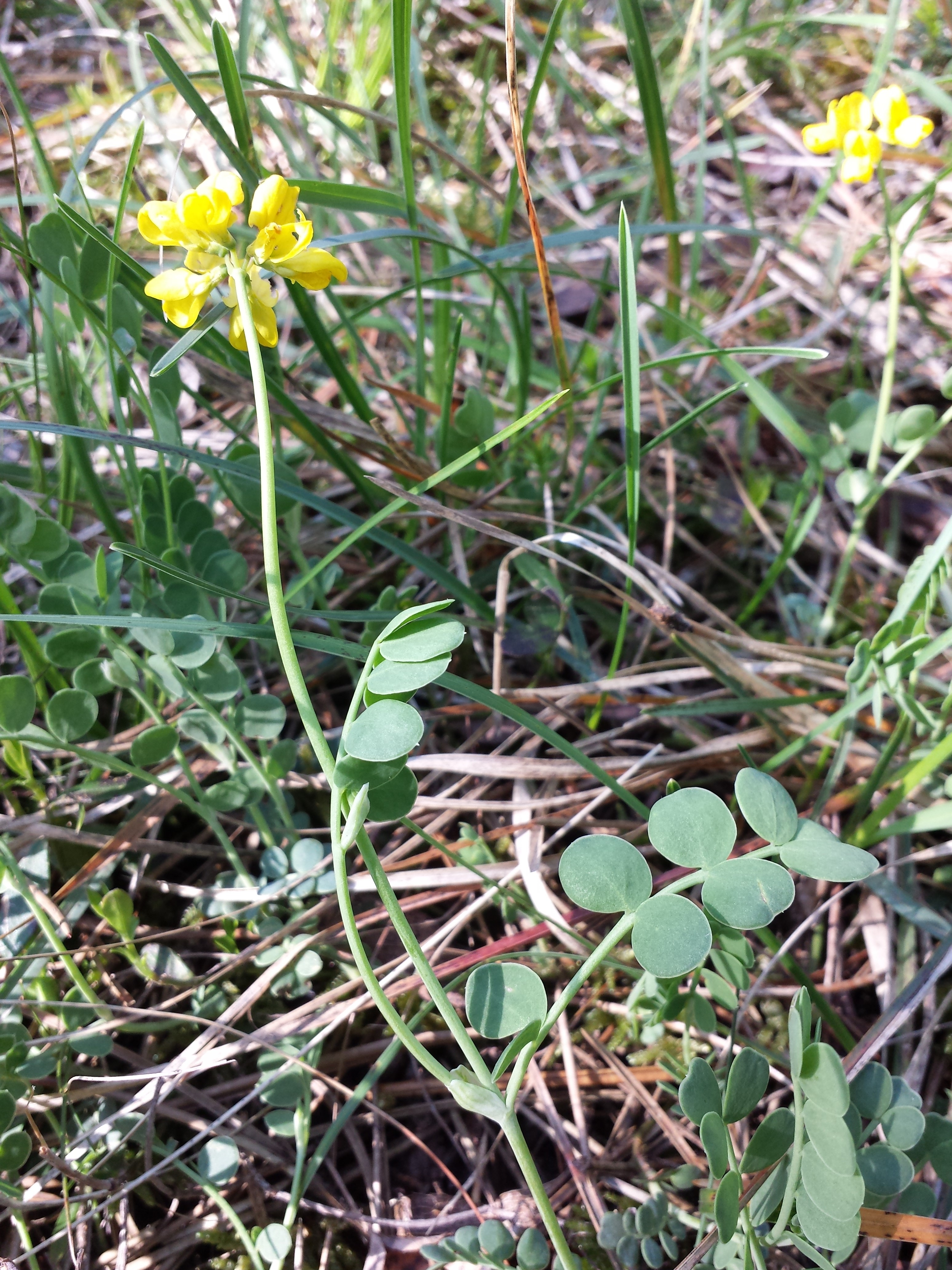
Květenství a list

Čičorka pochvatá (Coronilla vaginalis) je drobný, vytrvalý polokeř z čeledi bobovitých připomínající spíše nevelkou bylinu. V letních měsících kvete sytě žlutými květy. Při kvetení je rostlina vysoká nejvýše do 30 cm a její vystoupavé větve od spodu dřevnatí. Je jediný původní druh rodu čičorka rostoucí v české přírodě. Druhové jméno "pochvatá" je odvozeno od na bázi srostlých palistů připomínající pochvu.

## Rozšíření
Je poměrně teplomilnou rostlinou s výhradně středo a jihoevropským rozšířením, mnohde však jsou místa jejího rozšíření od sebe hodně vzdálena. Vyskytuje se z Itálie a Francie na západě přes střed Evropy po Balkánský poloostrov na východě.
V České republice se objevuje jen řídce v českém termofytiku a pouze ojediněle v mezofytiku, obvykle v nižších nadmořských výškách. Nejvýše vystupuje v Českém středohoří, kde byla zaznamenána na Lovoši ve výšce okolo 500 m n. m. Na Moravě nebyla v poslední době zjištěna.

## Ekologie
Je fanerofyt rostoucí na osluněných travnatých stráních s kamenitým podkladem nebo po okrajích křovin a světlých lesů. Vyskytuje se nejčastěji na teplých, sušších místech s podložím tvořeným hlavně opukou. Kvete obvykle v červnu a červenci, plody dozrávají v srpnu a září. Ploidie druhu je 2n = 12.

## Popis
Vytrvalá rostlina vzhledu malého polokeře, vysokého 15 až 30 cm, vyrůstající z dlouhého kůlovitého kořene. Tenké větve má mělce rýhované, lysé a na průřezu oblé, rostou plazivě nebo poléhavě a na koncích jsou obvykle vystoupavé. Jsou střídavě porostlé složenými, lichozpeřenými listy se čtyřmi až šesti páry přisedlých či krátce řapíčkatých lístků 5 až 12 mm dlouhých a 3 až 10 mm širokých. Jejích čepele bývají okrouhlé, eliptické až obvejčité, slabě masité a oboustranně sivé a lysé. Po odkvětu opadávající palisty jsou asi 4 mm dlouhé, vejčité, nahnědlé, po obvodě blanité a nejsou přirostlé k řapíku, ale jsou srotlé navzájem. Listeny květů nejsou u této rostliny vyvinuté.
Na větvích vyrůstají z paždí listů, na 4 až 7 cm dlouhých stopkách, okoličnatá květenství tvořená čtyřmi až deseti odstálými žlutými květy s krátkými stopkami. Květy jsou oboupohlavné, pětičetné a srostlolupenný kalich má cípy jen 2 mm dlouhé. Koruna je téměř 10 mm dlouhá, sytě žlutá, plátky má dlouze nehetnaté, čepel pavézy je náhle zúžená, obě křídla jsou podlouhlá a dvakrát delší než zahnutý člunek. Deset tyčinek je dvoubratrých, devět z nich je srostlých do trubičky a jedna je volná. Semeník, vzniklý z jednoho plodolistu, obsahuje mnoho přisedlými vajíček a je zakončen zahnutou čnělkou. Květ hmyzosnubné čičorky pochvaté je nápadný s cílem přilákat hmyzí opylovače.
Plod je nicí, čárkovitý, zaškrcovaný, lámavý struk 15 až 20 mm dlouhý a 3 mm široký, na konci je zúžený v zobánek. Ve zralosti se příčně rozlamuje na dvě až šest jednosemenných dílů obsahující kýlnatá, válcovitá nebo eliptická hnědočervená semena, přibližně 3 mm dlouhá.

## Ohrožení
Čičorka pochvatá se ani v minulosti nevyskytovala v české krajině hojně a v současnosti je zaznamenáváno další snižování počtů vykvétajících jedinců. Pro podporu její ochrany před úpným vymizením byla zařazena ve "Vyhlášce MŽP ČR č. 395/1992 Sb. ve znění vyhl. č. 175/2006 Sb." i v "Červeném seznamu ohrožených druhů cévnatých rostlin České republiky" do skupiny silně ohrožených rostlin (§2) a (C2b).